# Russel Alexander Nasir Taib
Russel Alexander Nasir Taib (* 5. April 1998) ist ein malaysischer Leichtathlet, der sich auf den Sprint spezialisiert hat. Aktuell ist er Inhaber des malaysischen Landesrekordes im 200-Meter-Lauf.

## Sportliche Laufbahn
Erste internationale Erfahrungen sammelte Russel Alexander Nasir Taib im Jahr 2015, als er bei den erstmals ausgetragenen Jugendasienmeisterschaften in Doha in 49,07 s die Bronzemedaille im 400-Meter-Lauf gewann. Anschließend scheiterte er bei den Commonwealth Youth Games in Apia im 100-Meter-Lauf mit 11,25 s in der ersten Runde, gelangte über 200 Meter aber bis in das Halbfinale und schied dort mit 22,76 s aus. 2019 gelangte er bei den Asienmeisterschaften in Doha im 200-Meter-Lauf bis in das Halbfinale und schied dort mit 21,75 s aus. Anschließend startete er mit der malaysischen 4-mal-100-Meter-Staffel bei der Sommer-Universiade in Neapel und schied dort mit 40,28 m im Vorlauf aus. Anfang Dezember gewann er bei den Südostasienspielen Capas in 21,11 s die Bronzemedaille über 200 Meter hinter den Thailändern Chayut Khongprasit und Siripol Punpa und gewann mit der Staffel in 39,78 s die Silbermedaille hinter Thailand. 2022 schied er bei den Commonwealth Games in Birmingham mit 21,32 s im Halbfinale über 200 Meter aus und auch bei den Asienspielen im Jahr darauf in Hangzhou schied er mit 21,53 s im Semifinale aus. 2025 wurde er bei den Asienmeisterschaften in Gumi mit der Staffel im Vorlauf disqualifiziert und kam über 200 Meter mit 21,71 s nicht über die erste Runde hinaus.

## Persönliche Bestleistungen
- 100 Meter: 10,42 s (+1,9 m/s), 16. November 2019 in Brisbane
- 200 Meter: 20,77 s (+2,0 m/s), 23. März 2019 in Brisbane (malaysischer Rekord)
- 400 Meter: 47,57 s, 14. März 2015 in Sydney